# Hetaeria elegans
Hetaeria elegans är en orkidéart som beskrevs av Henry Nicholas Ridley. Hetaeria elegans ingår i släktet Hetaeria och familjen orkidéer. Inga underarter finns listade i Catalogue of Life.